# Bibelmobil
Das Bibelmobil ist ein umgebauter Reisebus der Firma Neoplan, Typ Skyliner, der seit 1992 in Deutschland unterwegs ist, um Menschen mit der Bibel in Kontakt zu bringen. Im Untergeschoss befindet sich eine Bibelausstellung samt Druckerpresse und Buchladen, im Obergeschoss sind zwei Gruppenräume.
Die Arbeit mit dem Bibelmobil begann im Jahr der Bibel 1992 mit einem alten Berliner Doppelstockbus und war ursprünglich auf dieses Jahr befristet. Unter dem Dach der Evangelischen Hauptbibelgesellschaft Berlin wurde sie als dauerhaftes Angebot fortgeführt. Bis 2001 zählte das Bibelmobil mehr als 300.000 Besucher.
2005 übernahm die Föderation Evangelischer Kirchen in Mitteldeutschland das Bibelmobil und ersetzte 2009 den historischen Berliner Bus durch einen modernen Doppelstock-Reisebus. Zuletzt (bis zum 31. Dezember 2017) war das Bibelmobil in Trägerschaft der Berliner Stadtmission.